# Selbstversenkung der Vichy-Flotte

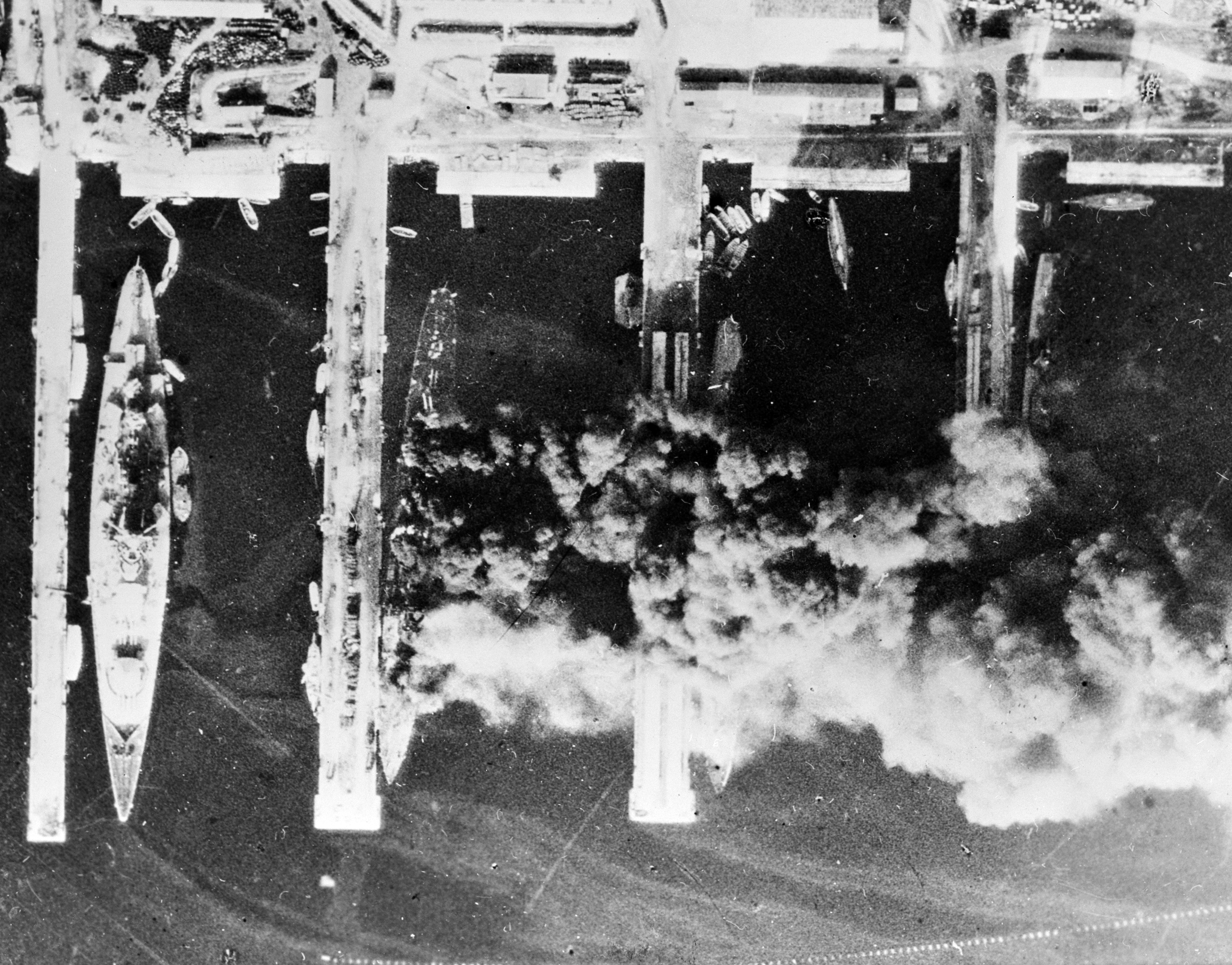
Der Hafen von Toulon, von links nach rechts: Strasbourg, Colbert, Algérie, La Marseillaise, 28. November 1942

Die Selbstversenkung der Vichy-Flotte ereignete sich am 27. November 1942 in Toulon. Auf Anordnung der Admiralität des französischen Vichy-Regimes wurde dessen Mittelmeerflotte im Hafen von Toulon versenkt, um sie dem Zugriff Deutschlands, aber auch der Alliierten zu entziehen.

## Vorgeschichte
Nach der Niederlage 1940 wurde Frankreich im Waffenstillstand von Compiègne am 22. Juni 1940 in zwei Zonen geteilt; der südöstliche Teil des Landes wurde dem autoritären Vichy-Regime unter Marschall Henri Philippe Pétain überlassen. Dieses kooperierte teilweise mit Deutschland, wohingegen seine Beziehungen zu den Alliierten komplex waren: Während britische Truppen bereits 1940 in der Operation Catapult einen Teil der französischen Flotte angriffen und versenkten, gewährten die USA Vichy-Frankreich diplomatische Anerkennung. Als die Alliierten 1942 mit der Invasion in Nordafrika begannen, kooperierten sie dabei mit einigen Vichy-Generälen.
Daraufhin wurde auf Befehl Adolf Hitlers unter dem Decknamen Unternehmen Anton ab dem 11. November 1942 Vichy-Frankreich von deutschen Truppen besetzt. Während noch Verhandlungen über den Status Toulons stattfanden, ließ Hitler ab dem 19. November das Unternehmen Lila vorbereiten; dabei sollten Toulon und die dort liegende Flotte von deutschen Truppen besetzt und letztere an das faschistische Italien übergeben werden. Gleichzeitig ordnete der französische Admiral Gabriel Auphan an, in einem solchen Fall die Flotte zu versenken.

Liegeplätze vor der Selbstversenkung

## Ablauf

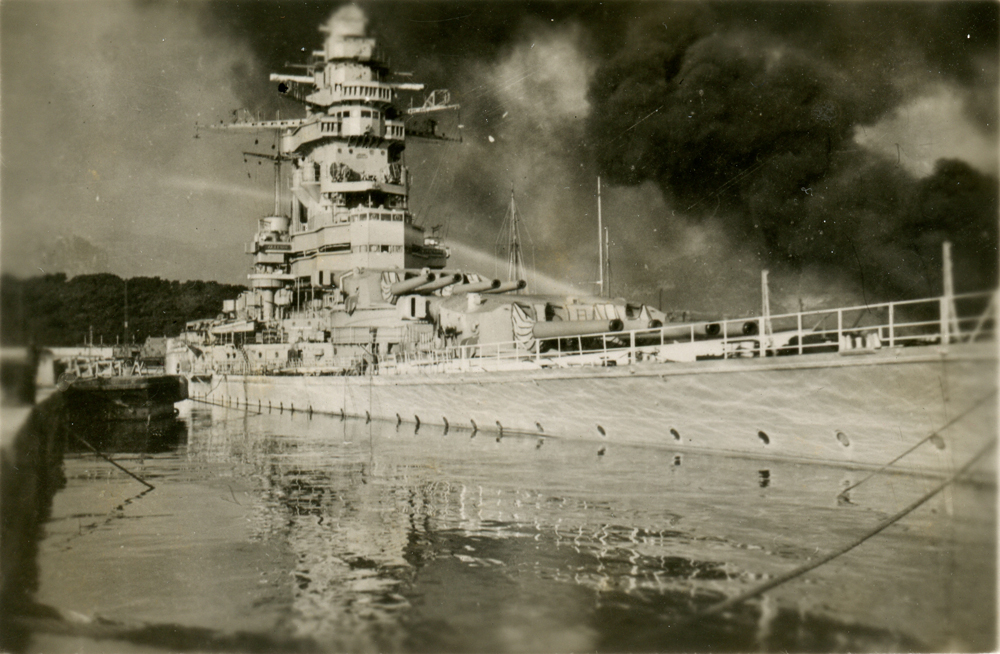
Strasbourg auf Kiel liegend

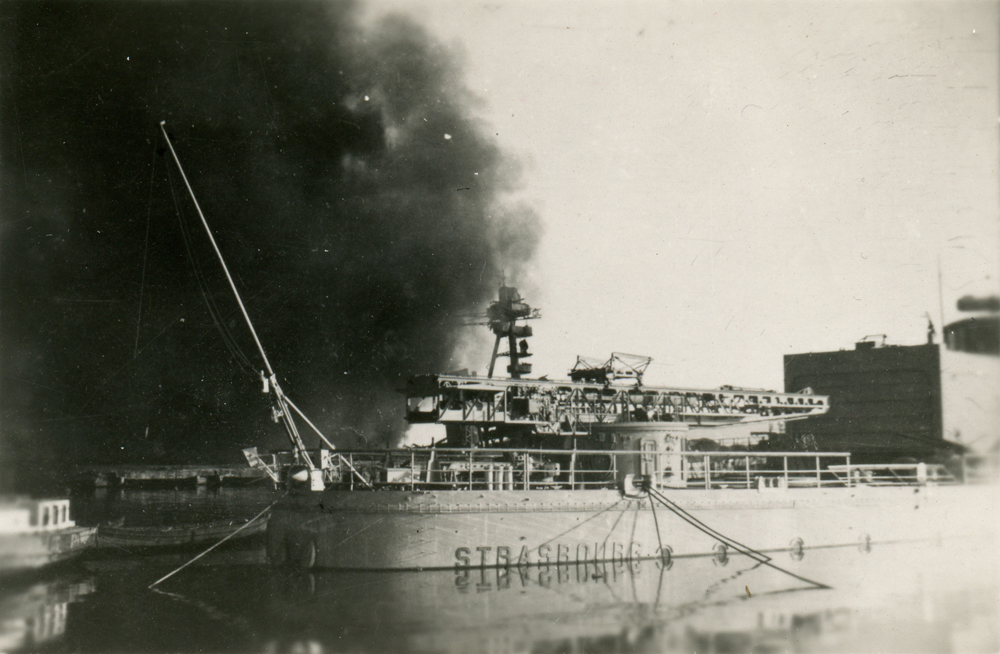
Strasbourg auf Kiel liegend, Heck

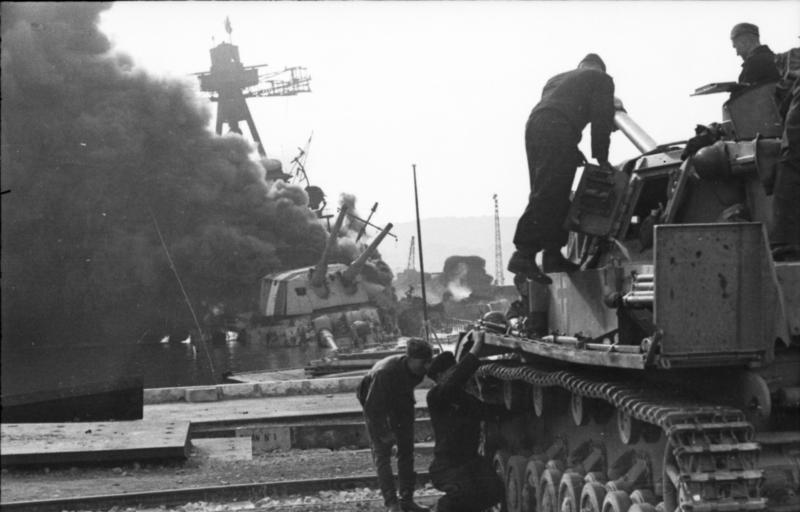
Panzerkampfwagen IV vor Kreuzer, vermutlich die brennende Colbert

Das deutsche Unternehmen Lila begann am Morgen des 27. November 1942. Um 04:30 Uhr besetzten deutsche Truppen die Festung Fort Lamargue und die französischen Arsenale und Küstenbatterien. Deutsche Schiffe kreuzten vor der Hafeneinfahrt und legten Seeminen, um eine Flucht der Flotte zu verhindern. Admiral André Marquis wurde gefangen genommen. Daraufhin gab Admiral Jean de Laborde von Bord des französischen Flaggschiffs Strasbourg aus den Befehl, die Versenkung der Flotte vorzubereiten und auf Eindringlinge ohne Vorwarnung zu feuern. Den Franzosen gelang es, die deutsche Hauptstreitmacht fast eine Stunde hinzuhalten. Als diese um 05:25 Uhr das Haupttor der Marinebasis durchquerte, wurde schließlich die Weisung zur Durchführung übermittelt. Die Besatzungen gingen daraufhin von Bord ihrer Schiffe. Dann begannen die Versenkungskommandos, angebrachte Ladungen zu zünden und Wasser in die Schiffe einzulassen.

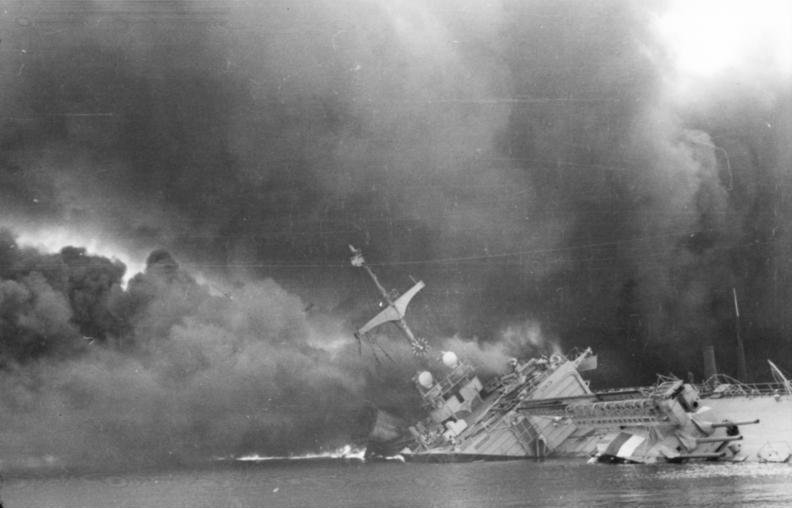
La Marseillaise brennend im Hafen

Die deutsche Unternehmung war ein fast vollständiger Fehlschlag. Den befürchteten Zugriff der Alliierten konnte man zwar verhindern, aber die Franzosen versenkten und zerstörten drei ihrer Schlachtschiffe (die Provence, als letzte Einheit der Bretagne-Klasse in ihrem Besitz, die Strasbourg und Dunkerque der Dunkerque-Klasse), sieben Kreuzer, fünfzehn Zerstörer, zwölf Unterseeboote und 74 weitere Schiffe und Boote. Keines davon blieb in einem Zustand, der eine sofortige Bergung ermöglicht hätte, größere Einheiten brannten noch wochenlang. Nur 39 militärisch wertlose und kleinere Schiffe und Boote wurden von den Deutschen eingenommen, die meisten davon waren zuvor sabotiert und entwaffnet worden. Zwölf französische Seeleute kamen ums Leben, 26 wurden verwundet.

## Versenkte Einheiten (Auswahl)

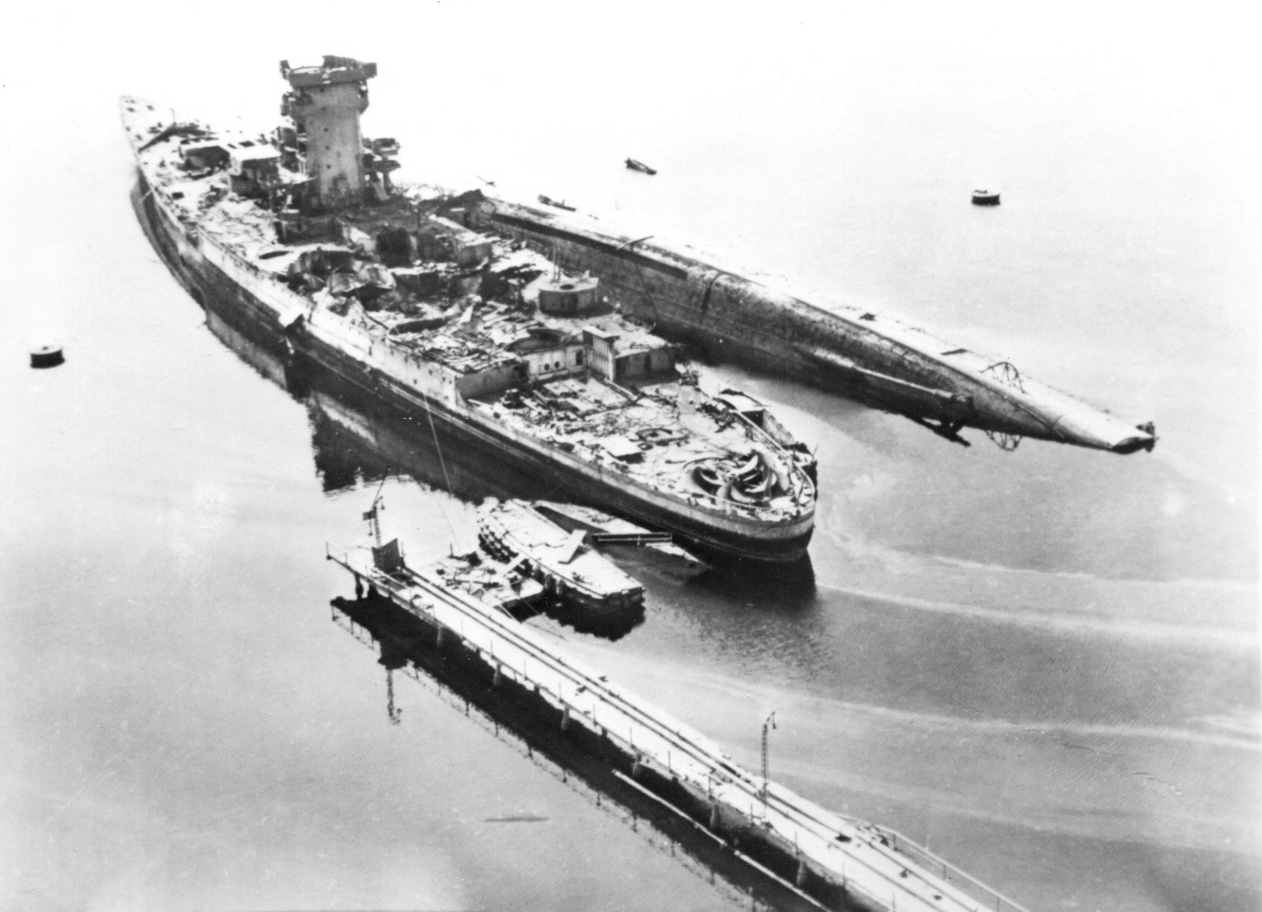
Strasbourg, dahinter vermutlich
La Galissonnière, nach Bombenangriff am 18. August 1944

Die italienische Regia Marina konnte 3 leichte Kreuzer, 11 Zerstörer, 11 kleinere Schiffe und Boote, 9 Unterseeboote und 10 Minenräumfahrzeuge übernehmen, von denen nicht alle den Krieg überstanden.

### Schlachtschiffe
- Dunkerque, Strasbourg (Flaggschiff des Admirals) der Dunkerque-Klasse
- Provence der Bretagne-Klasse (Dreadnoughts des Ersten Weltkriegs)

Die Provence konnte am 11. Juli 1943 von den Deutschen, die Strasbourg am 17. Juli 1943 von den Italienern geborgen werden. Die Großkampfschiffe waren weiterhin Ziel von Luftangriffen und kamen nicht mehr in Fahrt. Vier der Hauptgeschütze der Provence wurden in eine Küstenbefestigung in Saint-Mandrier-sur-Mer eingebaut; mit ihrer Reichweite konnte die Einfahrt des Hafens von Toulon kontrolliert werden. Nach dem D-Day 1944 wurde das Schiff als Blockschiff wieder versenkt, im April 1949 gehoben und abgewrackt.

### Flugzeugmutterschiff
- Commandant Teste

Das Flugzeugmutterschiff Commandant Teste konnte von den Italienern am 1. Mai 1943 wieder gehoben werden, wurde vier Monate später den Deutschen übergeben und am 19. August 1944 von US-amerikanischen Bombenflugzeugen versenkt. Die Amerikaner machten die Teste noch im Februar 1945 schwimmfähig und bereiteten sie auf ihre Wiederinbetriebnahme vor, was aber nach Kriegsende aufgegeben wurde.

### Schwere Kreuzer
- Algérie
- Dupleix, Foch, Colbert der Suffren-Klasse

Von den schweren Kreuzern wurde am 18. März 1943 die Algérie in Teilen geborgen, aber nicht mehr reaktiviert. Das Schiff wurde von den Alliierten bombardiert und ging am 7. März 1944 erneut unter. Die schweren Kreuzer Foch und Dupleix schwammen am 16. April und am 3. Juli 1943 wieder, Colbert war zu stark zerstört. Dupleix wurde als Schulschiff FR14 eingereiht, am 11. März 1944 durch Bombeneinwirkung versenkt. Foch wurde nach La Seyne-sur-Mer geschleppt, dort ab 1943 abgebrochen, Colbert nach dem Krieg in Toulon.

### Leichte Kreuzer
- La Galissonnière, Jean de Vienne, La Marseillaise der La Galissonnière-Klasse

Von den leichten Kreuzern wurden das Typschiff und Jean de Vienne am 18. Februar bzw. 3. März 1943 von den Italienern gehoben und als FR11 und FR12 provisorisch in Dienst gestellt, auf La Marseillaise wurde verzichtet. La Galissonnière kenterte nach einem US-Bomberangriff am 18. August 1944.

### Großzerstörer(Contre-Torpilleurs)
- Mogador und Volta der Mogador-Klasse
- L’Indomptable der Le-Fantasque-Klasse
- Vauquelin, Cassard, Kersaint und Tartu der Vauquelin-Klasse
- Aigle, Gerfaut und Vautour der Aigle-Klasse
- Guépard, Lion, Valmy, Vauban und Verdun der Guépard-Klasse
- Lynx, Panthère und Tigre der Chacal-Klasse

### Zerstörer(Torpilleurs)
- Le Hardi, L’Adroit, Bison, Casque, Foudroyant, Lansequenet, Mamelouk, Siroco der Le Hardi-Klasse
- Bordelais, Le Mars, La Palme der L’Adroit-Klasse
- Trombe der Bourrasque-Klasse

### Torpedoboote
- Bayonnaise, Poursuivante, Baliste der La Melpomène-Klasse

### Avisos,Minenleger
- D’Iberville der Bougainville-Klasse
- Impétueuse, Curieuse der Elan-Klasse

### Kanonenboote,Minenräumboote
- Yser der Somme-Klasse
- Dédaigneuse der Ardent-Klasse
- Granit, Épargne
- Chamois der Chamois-Klasse

### Unterseeboote
Klasse 1, Hochseetaugliche Boote:
- Caïman der Requin-Klasse – Marsouin entkam bei Ausbruchsversuch

davon Boote des 1500-Tonnen-Typs:
- Casabianca der Agosta-Klasse – entkam
- L’Espoire der L’Espoire-Klasse – Le Glorieux entkam
- Redoutable, Achéron, Fresnel, Henri Poincaré, Pascal, Vengeur der Redoutable-Klasse

Klasse 2, Küstenverteidigung:
- Vénus der Minerve-Klasse, Iris entkam
- Aurore der Aurore-Klasse

davon Boote des 600-Tonnen-Typs:
- Thétis der Circé-Klasse
- Eurydice der Ariane-Klasse
- Sirène, Naïade, Galatée der Sirène-Klasse

Klasse 3, Minenleger:
- Diamant der Saphir-Klasse

## Ausbruchsversuche
Einige wenige Besatzungen ignorierten die Anordnung zur Versenkung, unternahmen einen Ausbruchsversuch und wollten sich in die noch von Vichy-Frankreich verwalteten Départements in Nordafrika absetzen. Von den Unterseebooten des 1500-Tonnen-Typs waren die Casabianca der Agosta-Klasse und Le Glorieux der L’Espoire-Klasse erfolgreich und erreichten Algier bzw. Oran. Die Marsouin der Requin-Klasse und der Tonnenbojer Leonor Fresnel kamen ebenfalls in Algier an. Von den beiden Booten der Minerve-Klasse scheiterte die Vénus und wurde von der Besatzung an der Hafeneinfahrt versenkt, während die Iris aufgrund Treibstoffmangels Barcelona im neutralen Spanien anlief und dort interniert wurde.
Die Reste der Flotte in Toulon wurden nach dem Krieg nicht mehr reaktiviert und ab Ende der 1940er bis in die 1950er Jahre abgewrackt.